# Andy Guhl
Andy Guhl (* 18. März 1952 in Steckborn) ist ein Schweizer Improvisationsmusiker, Klangkünstler und Architekt.
Guhl spielte als Jugendlicher Kontrabass und Perkussion. Mit 15 Jahren wandte er sich der Elektronik zu und experimentierte, welche Klänge mit Schwachstrom und Löttechnik entstanden. Im 17. Lebensjahr erhielt er klassischen Kontrabassunterricht. Er musizierte im Duo, zunächst mit Freunden, bevor er ab 1972 kleine Improvisationsensembles mit Gieri Battaglia, Norbert Möslang, Herbi und Bernhard Leuthold bildete. Die Formation Möslang/Guhl trat zunächst auf Amateurfestivals auf und nahm 1977 am freemusic festival der Free Music Production in Berlin teil, wo die LP „Deep Voices“ eingespielt wurde (1984 wurde das Duo zu Voice Crack, entwickelte auch Klanginstallationen und bestand bis Ende 2002, teilweise erweitert um Musiker wie Stephan Wittwer, Carlos Zingaro oder Günter Müller). Guhl, Gründungsmitglied der Musikerkooperative Schweiz spielte weiterhin mit Peter K. Frey, Alfred Zimmerlin, Jürg Gasser, Irène Schweizer, Markus Eichenberger, Jürg Hager, Urs Voerkel und Butch Morris. Mit Charlotte Hug bildet er das Duo Quasar. In weiteren musikalischen und multimedialen Projekten arbeitete er mit Frederick Quennoz und Otomo Yoshihide zusammen.

## Lexigraphische Einträge
- Bruno Spoerri (Hrsg.):  Biografisches Lexikon des Schweizer Jazz  CD-Beilage zu: Spoerri, Bruno (Hrsg.): Jazz in der Schweiz. Geschichte und Geschichten. Chronos-Verlag, Zürich 2005, ISBN 3-0340-0739-6